# Cholomyia acromion
Cholomyia acromion är en tvåvingeart som först beskrevs av Christian Rudolph Wilhelm Wiedemann 1824.  Cholomyia acromion ingår i släktet Cholomyia och familjen parasitflugor. Inga underarter finns listade i Catalogue of Life.